# The Dear Hunter
The Dear Hunter est un groupe de rock progressif et indépendant américain. Ses morceaux de mouvance alternative et progressive utilisent des instruments et genres musicaux variés. Ils figurent principalement sur des albums-concept, pour les uns narrant la destinée d'un personnage fictif (The Dear Hunter), pour les autres travaillant subjectivement la synesthésie couleur-musique (The Color Spectrum).

## Biographie

### Genèse et premiers Actes
Le groupe était à l'origine un projet personnel de Casey Crescenzo qui était alors membre du groupe The Receiving End of Sirens. Casey exprimait dans ce projet les compositions qui ne correspondaient pas au son du groupe.
À la fin de 2005, Casey enregistre la démo Dear Ms. Leading. Il en crée une dizaine d'exemplaires sur de simple CD gravés qu'il fait écouter à ses amis. À l'époque, il n'avait pas l'intention de faire de The Dear Hunter un groupe important et autorise le téléchargement de ses chansons en ligne. Le 2 février 2006, The Dear Hunter joue pour la première fois sur scène en première partie de The Receiving End of Sirens.
En mai 2006, Casey quitte The Receiving End of Sirens et commence à travailler plus sérieusement sur le premier album de The Dear Hunter. C'est à cette époque qu'il formule le souhait de conter en musique une histoire en six actes, déjà entièrement scénarisée par ses soins. Il enregistre seul son premier album avec l'aide de son frère pour la batterie et de sa mère pour certaines voix. Act I: The Lake South, The River North est publié en septembre 2006 par le label Triple Crown Records. L'album s'ouvre sur un chant à six voix (Battesimo del Fuoco) repris depuis par des chorales d'amateurs.
Peu après la sortie de l'album, le groupe s'étoffe par la venue de Luke Dent (clavier et voix), son frère Sam Dent (batterie), Erick Serna (guitare) et Josh Rheault (basse).
Act II: The Meaning of, and All Things Regarding Ms. Leading sort le 22 mai 2007, seulement huit mois après le premier album. Le groupe avait originellement composé plus de deux heures de musique mais a dû se restreindre aux 80 minutes qu'autorise au maximum un disque compact. On trouve sur l'album une variété encore plus large que sur le précédent. Les genres inspirant les chansons sont variés (classique, country, jazz, tango) et l'instrumentation également (banjo, violon, violoncelle, harpe, trompette, cor) mais la trame narrative encore plus présente contribue à donner à l'ensemble une certaine cohérence.
Cet album leur permet d'effectuer des tournées avec des groupes comme As Tall As Lions, Saves the Day, Say Anything, Thrice, Chris Conley, The Format, Scary Kids Scaring Kids et Boys Night Out. Ils font également un clip vidéo de la chanson The Church and the Dime.
Le départ des frères Dent et de Josh Rheault oblige le groupe à modifier fréquemment son line-up (venue temporaire de Cliff Sarcona et Julio Tavarez du groupe As Tall As Lions, de Christofer Tagliaferro de Tiger Riot) avant d'avoir en membre permanents Andy Wildrick, Sagan Jacobson et Nick Crescenzo (le frère de Casey).
Le troisième album du groupe, Act III: Life and Death sort le 23 juin 2009. Il se démarque par son entrée en matière plus grave et grandiloquente que sur les précédents opus. Il apparaît plus ambitieux et complexe au niveau des harmonies et des rythmes, variants du binaire au ternaire parfois dans la même chanson (The Tank). Cette évolution musicale s'explique par une évolution de l'histoire, traitant de sujets plus difficiles dans cet album.

### The Color Spectrum, Migrant et autres projets
À un concert à San Francisco le 23 avril 2010, Casey annonce une interruption dans le développement des albums en six actes pour se consacrer à un nouveau projet traitant des couleurs. Il étoffera ses propos par la suite en décrivant le projet The Color Spectrum comme un travail sur 9 EP, chacun portant le nom d'une couleur de l'arc-en-ciel en sus du blanc et du noir (Noir, Rouge, Orange, Jaune, Vert, Bleu, Indigo, Violet et Blanc).
L'ensemble sort le 14 juin 2011 sous deux formats : la collection complète des 36 morceaux dans une boîte de vinyle et en téléchargement, une collection standard de 11 titres en CD (sortie le 8 novembre 2011), vinyle et téléchargement.
En juin 2012, The Dear Hunter annonce le retour aux studio d'enregistrement sous l'égide du producteur Mike Watts pour un album devant sortir début 2013. Celui-ci sera une sortie issue d'un partenariat entre Casey Crescenzo sous son propre label Cave & Canary Goods et Equal Vision Records. L'album Migrant sort le 2 avril 2013. Premier album à ne pas avoir de concept propre, il permet à Casey de sortir d'un carcan rigide et de livrer des morceaux plus personnels. Sa volonté intimiste est rendue par l'absence de seconde voix et le travail de la texture dont le piano est à la base.
En 2013, Casey Crescenzo annonce, en marge de The Dear Hunter, vouloir écrire une symphonie. Il fait financer ce projet avec succès par crowdfunding sur le site PledgeMusic. Dans cette œuvre, il déclare vouloir faire du piano un personnage masculin central confronté à différentes intrigues amoureuses et trouvant finalement dans le 4e mouvement son idée d'un amour parfait. La symphonie est enregistrée par l'Orchestre philharmonique de Brno en novembre.
Le 3 mars 2015, le groupe sort un nouvel album, The Dear Hunter Live, compilant 10 chansons enregistrées lors d'un concert avec un quatuor à corde.

### La suite des Actes
Par un message officiel publié sur le site internet du groupe en mars 2015, Casey Crescenzo annonce que la prochaine sortie du groupe sera l'album Act IV: Rebirth in Reprise dans le courant de l'année 2015. Il annonce ainsi le retour des albums-concept basés sur l'histoire du "Dear Hunter". L'album sort le 4 septembre 2015. Pour appuyer la renaissance de la saga, l'album renoue avec les thèmes et les procédés musicaux utilisés dans les premiers albums qui démarque celui-ci des albums The Color Spectrum et Migrant. Parmi ces nombreux rappels, on note la suite de la chanson The Bitter Suite, entamée dans les précédents opus. La part de la musique orchestrale, enregistrée par l'Awesöme Orchestra dirigé par David Möschler , se fait plus importante et plus complexe, marque de la maîtrise du leader du groupe qui a entre-temps écrit une symphonie.
Seulement huit mois après la sortie du quatrième acte, le leader du groupe publie sur un site internet dédié une lettre annonçant la sortie de l'avant-dernier album de la saga Act V: Hymns with the Devil in confessional, prévu pour le 9 septembre 2016 . Il en explique la proximité en disant que la conception et l'enregistrement des deux albums ont été quasi simultanés, bien que chacun revête une ambiance particulière. Casey Crescenzo ajoute que cet album sera le dernier à narrer l'histoire dans la lignée rock des précédents. Il se laisse en effet une marge de manœuvre créative pour finir les actes en apothéose.
En 2020, ces deux albums (actes IV et V) font l'objet, avec la collaboration de l'Awesöme Orchestra, d'un album instrumental, intitulé The Fox and the Hunt, qui en reprend les thèmes musicaux.

### La saga The Indigo Child
En 2021, le groupe sort un nouvel album, The Indigo Child, qui marque le départ de la narration d'une nouvelle saga dans un univers science-fiction dystopique. La musique, dont on retrouve les attributs marqués du groupe, prend néanmoins des accents plus funks et futuristes, avec une ambiance chaleureuse et imprévisible.
Ce nouvel univers se développe dans une ville aux cercles concentriques et aux accès restreints que décrit le deuxième album de la saga, Antimai, qui sort en 2022. Le titre de chaque morceau correspond à l'un des anneaux composant la ville.

## Discographie

### Demos
- Dear Ms. Leading (2005, misc. demos)

### EP
- Random EP (Number 1) (2007)
- Random EP (Number 2) (2008)
- The Branches EP (2010)
- All Is As All Should Be (2017)

### Albums
- Act I: The Lake South, The River North (2006)
- Act II: The Meaning of, and All Things Regarding Ms. Leading (2007)
- Act III: Life and Death (2009)
- The Color Spectrum (2011)
- Migrant (2013)
- The Dear Hunter Live (2015)
- Act IV: Rebirth in Reprise (2015)
- Act V: Hymns with the Devil in confessional (2016)
- The Indigo Child (2021)
- Antimai (2022)